# Mistrzostwa Polski w Tenisie Stołowym 2010
Mistrzostwa Polski w Tenisie Stołowym 2010 – 78. edycja mistrzostw, która odbyła się w Sosnowcu w dniach 5–7 marca 2010 roku. W mistrzostwach nie startowali: Lucjan Błaszczyk, Li Qian oraz Wang Zengyi. W mistrzostwach wystąpiło po 48 zawodników i zawodniczek (30 na podstawie list rankingowych, 16 mistrzów województw i dwóch z "dzikimi kartami").

## Medaliści
| Konkurencja:            | Złoto:                                                                  | Srebro:                                                                                | Brąz: |
| gra pojedyncza kobiet   | Xu Jie (GLKS Nadarzyn)                                                  | Agata Pastor (AZS AJD Częstochowa)                                                     | Natalia Partyka (SKTS Sochaczew) Katarzyna Grzybowska (MKSTS Polkowice)                                                                                            |
| gra pojedyncza mężczyzn | Daniel Górak (Bogoria Grodzisk Mazowiecki)                              | Jarosław Tomicki (Silesia Miechowice)                                                  | Filip Szymański (TTC Indeland Jülich) Daniel Bąk (ZKS Drzonków) |
| gra podwójna kobiet     | Agata Pastor (AZS AJD Częstochowa) Anna Janta-Lipińska (AZS UE Wrocław) | Xu Jie (GLKS Nadarzyn) Natalia Partyka (SKTS Sochaczew)                                | Magdalena Szczerkowska (GLKS Nadarzyn) Klaudia Kusińska (GLKS Nadarzyn) Antonina Szymańska (Bronowianka Kraków) Monika Pietkiewicz (Warmia Lidzbark Warmiński)     |
| gra podwójna mężczyzn   | Szymon Malicki (GLKS Nadarzyn) Filip Szymański (TTC Indeland Jülich)    | Daniel Górak (Bogoria Grodzisk Mazowiecki) Robert Floras (Bogoria Grodzisk Mazowiecki) | Bartosz Szarmach (Ostródzianka Ostróda) Karol Szarmach (Ostródzianka Ostróda) Patryk Chojnowski (Ostródzianka Ostróda) Paweł Fertikowski (ZKS Drzonków)            |
| gra mieszana            | Daniel Górak (Bogoria Grodzisk Mazowiecki) Xu Jie (GLKS Nadarzyn)       | Karol Szarmach (Ostródzianka Ostróda) Natalia Balicka (AZS PWSZ Nysa)                  | Krzysztof Kaczmarek (PKS Opoka Trzebinia) Daria Łuczakowska (KU AZS UE Wrocław) Robert Floras (Bogoria Grodzisk Mazowiecki) Magdalena Szczerkowska (GLKS Nadarzyn) |